# Bataille de Plaisance (1746)
Pour les articles homonymes, voir Bataille de Plaisance.
Guerre de Succession d'Autriche
Batailles
- Mollwitz (04-1741)
- Chotusitz (05-1742)
- Sahay (05-1742)
- Prague (06/12-1742)
- Dettingen (06-1743)
- Cap Sicié (02-1744)
- 19 mai 1744
- Menin (05/06-1744)
- Ypres (06-1744)
- Furnes (07-1744)
- Fribourg (11-1744)
- Tournai (04/06-1745)
- Pfaffenhofen (04-1745)
- Fontenoy (05-1745)
- Hohenfriedberg (06-1745)
- Melle (07-1745)
- Gand (07-1745)
- Bruges (07-1745)
- Audenarde (07-1745)
- Termonde (08-1745)
- Ostende (08-1745)
- Nieuport (08/09-1745)
- Ath (09/10-1745)
- Soor (09-1745)
- Hennersdorf (11-1745)
- Kesselsdorf (12-1745)
- Culloden (04-1746)
- Mons (06/07-1746)
- Bruxelles (01/02-1746)
- Namur (09-1746)
- Charleroi (07/08-1746)
- Lorient (09/10-1746)
- Rocourt (10-1746)
- Cap Finisterre (1er) (05-1747)
- Lauffeld (07-1747)
- Bergen-op-Zoom (07/09-1747)
- Cap Finisterre (2e) (10-1747)
- Saint-Louis-du-Sud (03-1748)
- 18 mars 1748
- Maastricht (04/05-1748)

Campagnes italiennes
- Combat de Saint-Tropez (06-1742)
- Camposanto (02-1743)
- Villafranca (04-1744)
- Casteldelfino (07-1744)
- Velletri (08-1744)
- Madonne de l'Olmo (09-1744)
- Bassignana (09-1745)
- Josseau (10-1745)
- Plaisance (06-1746)
- Tidone (08-1746)
- Rottofreddo (08-1746)
- Gênes (1er) (12-1746)
- Gênes (2e) (07-1747)
- Assietta (07-1747)

La bataille de Plaisance, également appelée bataille de San Lazarro, est une défaite française et espagnole survenue en Italie du Nord le 16 juin 1746 face aux troupes autrichiennes dirigées par le comte Ulysse-Maximilien de Brown, dans le cadre de la guerre de Succession d'Autriche (1740-1748).

## Historique
Les troupes françaises, commandées par le marquis de Maillebois, furent sévèrement battues par les Autrichiens lors de cette bataille survenue dans les environs de Plaisance. De nombreux soldats français y furent tués (par exemple Roger de Rochechouart, frère du général François Charles de Rochechouart ou le premier lieutenant de l'artillerie le Comte Gabriel de Borstel) ou blessés. Parmi ces derniers, Jean-François de La Marche, qui fut ensuite le dernier évêque du diocèse de Léon, ainsi que Louis-Joseph, marquis de Montcalm, qui par la suite combattit les Anglais pendant la guerre de Sept Ans et conquit une partie du Québec. À Plaisance, Montcalm fut blessé cinq fois dans la mêlée, avant de tomber aux mains de l'ennemi. « Heureusement, écrivit-il, aucun de ces coups de sabre n'est dangereux, quoique j'aie perdu mon sang en abondance, ayant eu une artère coupée. Mon régiment, que j'avais rallié deux fois, est anéanti. »

## Conséquences
Même si cette défaite ne mit pas fin aux combats, elle entraîna l'évacuation de l'Italie du Nord par les troupes françaises et espagnoles. L'Infant d'Espagne perdait toute prétention, le duché de Milan allait passer pour cinquante ans aux Autrichiens. Les forces françaises se regroupèrent sur Gênes.

## Histoire du sergent Va de Bon Cœur, du régiment de Tournaisis
Il s'agit d'une histoire, peut être un peu brodée relevée dans l'ouvrage de Louis Susane Histoire de l'armée et de tous les régiments, depuis les premiers temps de la monarchie française :
« Après la bataille de Plaisance, l'armée française contrainte d'évacuer les postes de la rive gauche du Pô, laisse en arrière un hôpital de 200 malades établi à Castell'Alfero. Le sergent de grenadiers « Va-de-bon-coeur », du régiment de Tournaisis, était au nombre des convalescents. Il propose à ses camarades éclopés ou fiévreux de ne se rendre qu'après avoir soutenu un siège. La proposition est acceptée, et toutes les dispositions de défense sont bientôt prises. Quelques jours après, un officier piémontais se présente avec un détachement, comptant occuper l'hôpital sans coup férir. Il est salué par une décharge de mousqueterie et le feu d'une vieille pièce de canon. L'officier en réfère à son général qui fait demander une explication. « Va-de-bon-coeur » répond que la garnison entend se défendre, qu'elle ne consentira à capituler qu'après avoir essuyé quelques volées de canon et vu la brèche ouverte, n'en ouvrit-on que de la longueur de sa pipe. II a, en effet, la satisfaction de se voir assiégé en règle, et au bout de deux jours il obtient tous les honneurs de la guerre. Le lendemain, la garnison défile devant les vainqueurs. En tête, marchait un tambour appuyé sur une béquille et un bras en écharpe. Venait ensuite Monsieur  « Va-de-bon-coeur », qui saluait de la hallebarde, puis vingt charrettes chargées de malades et de blessés, criant : Vive le Roi, aussi fort que leur état le leur permettait. Après eux marchait un chariot chargé de tous les ustensiles de l'hôpital. Le sergent « Va-de-bon-coeur » reçut la croix de Saint-Louis et fut nommé aide-major de la place de Brisach. »